# Dorfkirche Wethau

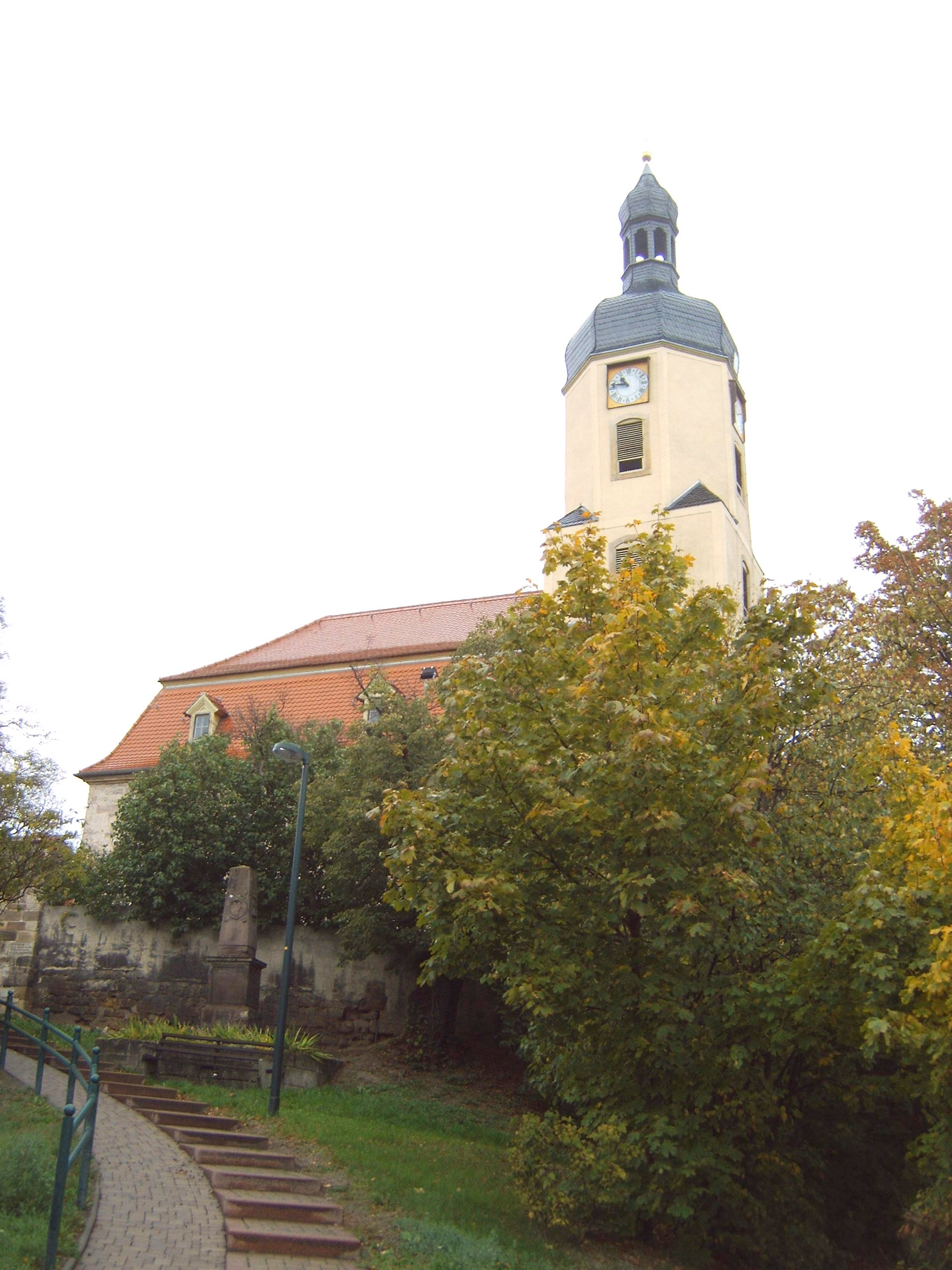
Dorfkirche Wethau, Südseite

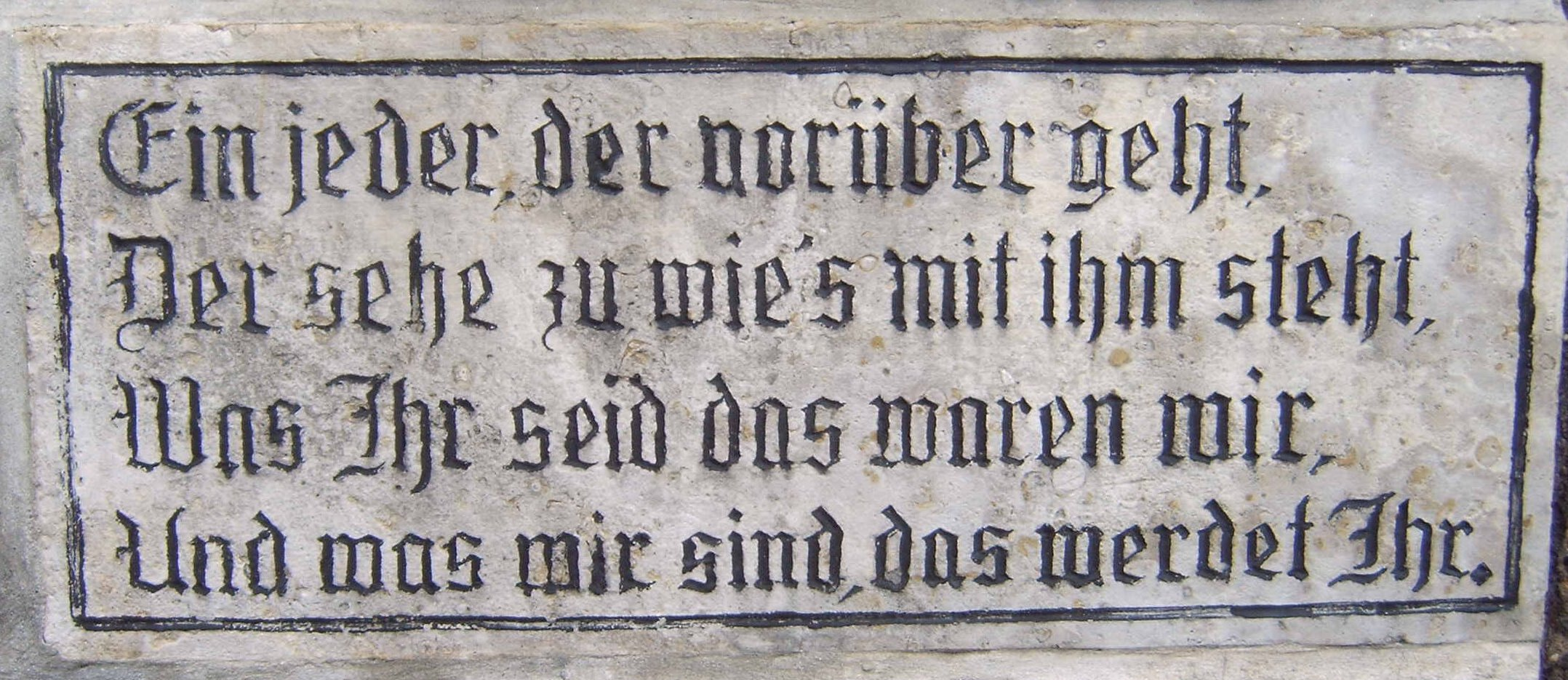
Sinnspruch an der Friedhofsmauer

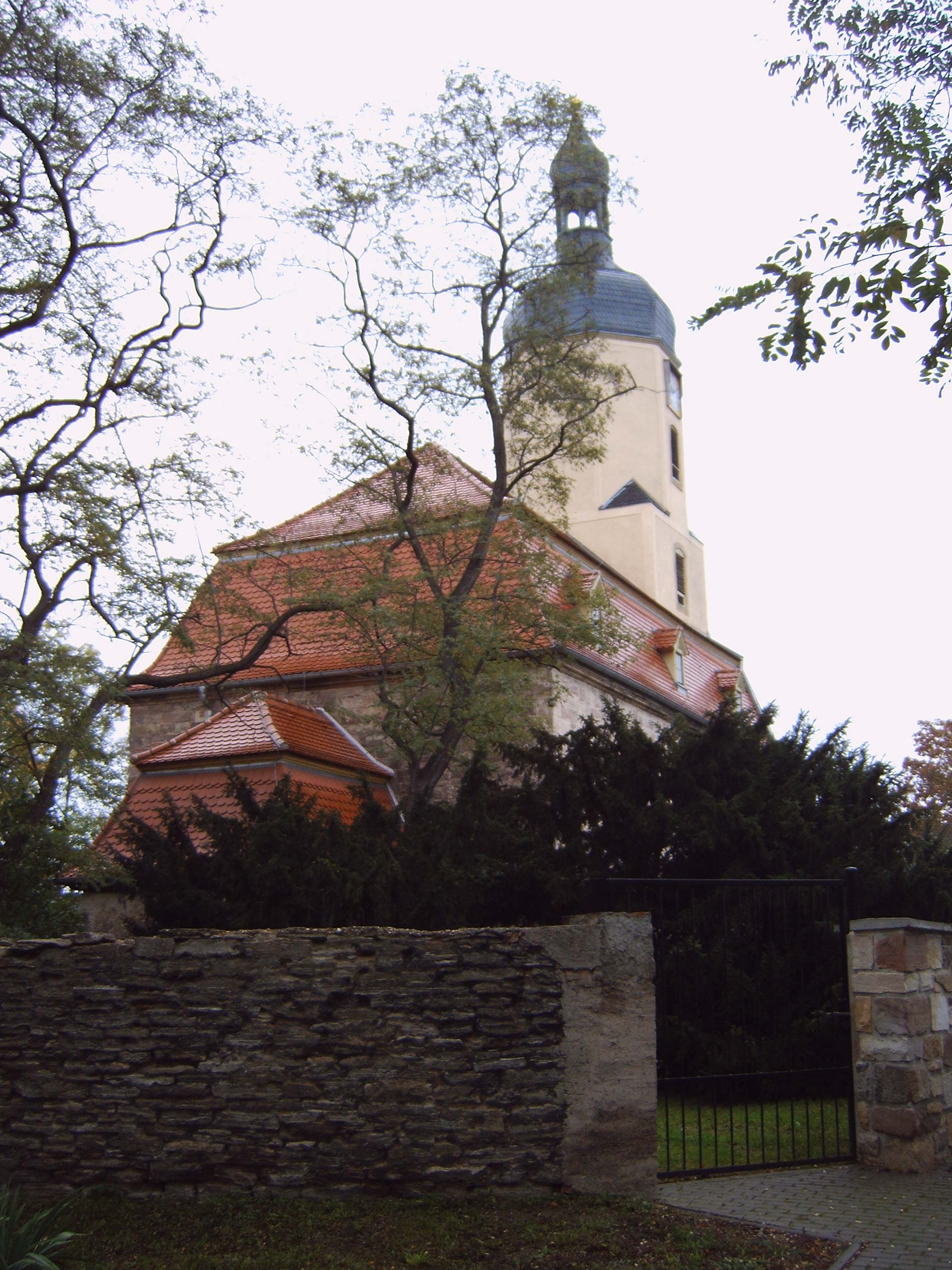
Westseite

Die Dorfkirche Wethau ist die evangelische Kirche des Dorfes Wethau, Sachsen-Anhalt.

## Architektur
Die heutige Kirche entstand in den Jahren 1805 und 1806 auf einer Anhöhe über dem Dorf an der Stelle eines Vorgängerbaus. Die Kirchhofmauer ist älter und wird auf 1749 datiert.
Das Kirchenschiff verfügt über ein hohes Mansardwalmdach. Der an der Ostseite befindliche Kirchturm wird von einer Schweifhaube bedeckt.
Bemerkenswert ist der an der Friedhofsmauer angebrachte Sinnspruch:
Ein jeder der vorüber geht.

Der sehe zu wie´s mit ihm steht.

Was Ihr seid das waren wir,

Und was wir sind das werdet Ihr.

## Ausstattung
Im Inneren besteht eine sogenannte Spiegeldecke, die sparsam mit Stuck verziert ist. Von der ursprünglich hier stehenden Kirche ist noch eine Sakramentsnische aus der Zeit der Spätgotik erhalten. Vom Vorgängerbau stammt auch eine auf die Zeit um 1300 datierte Bronzeglocke.
Eine Hufeisenempore dominiert den Innenraum. An der Nord- und Südseite ist die Empore zweigeschossig, im Westen ragt sie in das Schiff. Dort befindet sich auch ein reich verzierter Orgelprospekt. Sehenswert auch ein mit seitlichen Durchgängen versehener Kanzelaltar. Zu beiden Seiten des Altars befinden sich verglaste Logen, die über Vasenaufsätze verfügen. Dort befindet sich auch eine freistehende Fides-Figur.